# La svolta (singolo)
La svolta è un singolo del rapper italiano Carl Brave, pubblicato il 15 aprile 2022.

## Descrizione
Il singolo fa parte della colonna sonora del film omonimo diretto da Riccardo Antonaroli.

## Video musicale
Il videoclip, diretto da Roberto Cinardi, è stato pubblicato il 20 aprile 2022 sul canale YouTube del cantante.

## Tracce
Testi e musiche di Carlo Luigi Coraggio.
1. La svolta – 3:42